# 康乃狄克州州旗

康乃狄克州州旗

康乃狄克州州旗以天藍色為底，中央為一個巴洛克式盾牌，包含了三株葡萄藤。下方的緞帶則寫著該州格言「祂栽種，亦養育」（拉丁語：Qui transtulit sustinet；英語：He who transplanted still sustains）。此旗幟最早於1895年為該州州長歐文·文森特·柯芬（Owen Vincent Coffin）引進，並隨後於1897年為州議會正式採用。